# Erin Gemmell
Erin Gemmell (Potomac, 2 dicembre 2004) è una nuotatrice statunitense, vincitrice di un argento olimpico, di tre argenti mondiali e di tre medaglie ai mondiali in vasca corta di Melbourne del 2022.

## Palmarès
- Giochi olimpici

Parigi 2024: argento nella 4x200m sl.
- Mondiali

Fukuoka 2023: argento nella 4x200m sl.
Singapore 2025: argento nella 4x100m sl e nella 4x200m sl.
- Mondiali in vasca corta

Melbourne 2022: oro nella 4x50m sl, argento nella 4x100m sl e bronzo nella 4x200m sl.
- Mondiali giovanili

Budapest 2019: oro nella 4x100m sl e nella 4x200m sl.